# Lennetalbrücke
Die Lennetalbrücke der Bundesautobahn 45 („Sauerlandlinie“) liegt nördlich vom Autobahnkreuz Hagen im Nordosten der gleichnamigen Stadt in Nordrhein-Westfalen (Deutschland). Sie befindet sich in den örtlichen Gemarkungen Berchum, Herbeck und Halden.

## Geschichte und Konstruktion

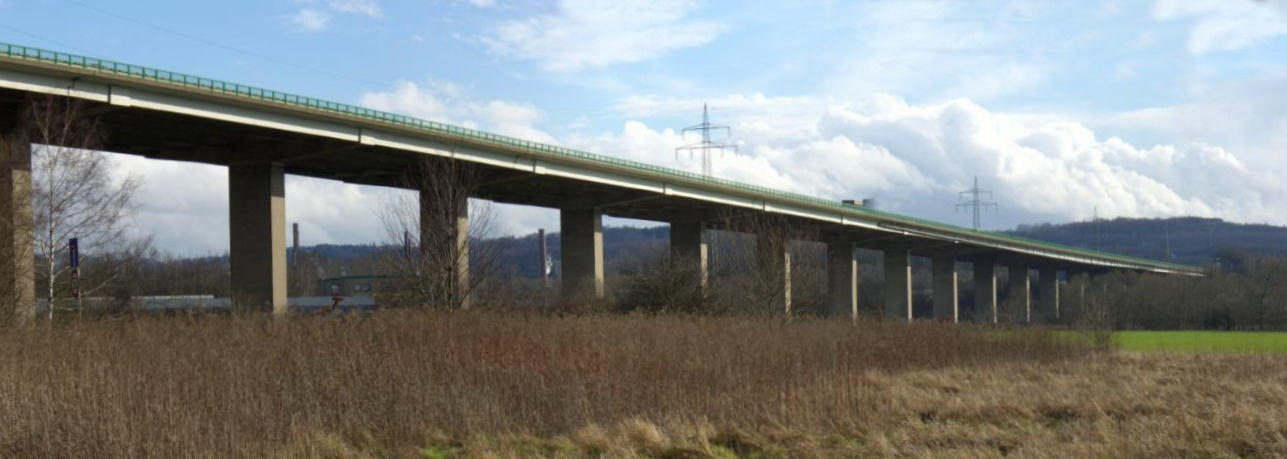
Alte und ehemalige Lennetalbrücke (Baujahr 1967)

Die knapp 1000 Meter lange Talbrücke überspannt den Fluss Lenne, die Ruhr-Sieg-Strecke, Werksgleise und Lagerflächen anliegender Firmen, einen Leichtflüssigkeitsabscheider (Regenrückhaltebecken), die Landesstraße L 674 und die Kreisstraße K 1 in einer Höhe von 20 bis 30 Metern über Gelände.
Die Brücke wurde im Jahr 1967 als monolithische Rahmenkonstruktion über 22 Felder mit einer Gesamtlänge von 989,9 Metern fertiggestellt. Der Spannbetonüberbau besteht aus sechs Längsträgern mit Stützweiten von rund 45 Metern.

## Neubau
Aufgrund ihres schlechten Zustands musste die Brücke durch einen Neubau ersetzt werden. Ein 6-streifiger Ausbau der BAB wurde dabei berücksichtigt.
Bauherr war die Bundesrepublik Deutschland, vertreten durch die Autobahn GmbH des Bundes, Auftragnehmer die Hochtief Solutions AG in Berlin.
Der Spatenstich fand am 11. September 2013 statt. Man rechnete mit einer Bauzeit von 4,5 Jahre und einem Investitionsvolumen von etwa 105 Millionen Euro. Die endgültige Fertigstellung wurde erst auf Ende 2020 verschoben, dann auf Frühjahr 2021. Endgültig befahrbar war sie ab dem 13. Oktober 2021.

### Ausführung
Die neue Brücke besteht aus zwei Teilbauwerken mit je einem Stahlhohlkasten von 979,5 Metern mit einer Stahlbetonplatte als Fahrbahn. In der ersten Bauphase wurden westlich der bestehenden Brücke provisorische Pfeiler errichtet, die anschließend zunächst den Überbau eines Teilbauwerks trugen. Während dieser Bauphase lief der Verkehr weiter über die alte Brücke. Nach Beendigung dieser Bauarbeiten wurde der Verkehr seit März 2017 über den neuen Brückenteil geleitet. Dann folgte der Abriss der alten Brücke (Bauphase 2) sowie der Bau von Pfeilern und Widerlagern am endgültigen Brückenstandort sowie der östlichen Fahrbahn (Bauphase 3). Ein in Deutschland bisher einmaliges Vorhaben war die Querverschiebung der Fahrbahn mit der Gesamtlänge von fast 1000 Metern zum endgültigen Standort in Bauphase 4. Dabei wurde am 5. März 2021 die Brücke in sechs Stunden über 20 m mit einer Geschwindigkeit von etwa drei Meter pro Stunde in ihre endgültige Position verschoben. Bauphase 5 umfasste den Austausch der Brückenlager der neuen Brücke und den Rückbau ihrer provisorischen Pfeiler.